# Східний провулок (Мелітополь)
Східний провулок — провулок у Мелітополі. Йде від вулиці Олександра Невського до вулиці Іллі Стамболі. Забудований приватними будинками.

## Назва
У згоді зі своєю назвою, провулок знаходиться в східній частині Мелітополя. Паралельно йому проходять Південний і Північний провулки.
В іншій частині Мелітополя раніше знаходилась Східна вулиця, яка тепер увійшла до складу Запорізької вулиці.

## Історія
До 1929 року провулок називався провулком Чичерина під деяким невідомим номером (в той час в Мелітополі було багато провулків Чичеріна).
17 червня 1929 провулок був перейменований на Східний. Одночасно три сусідні провулки Чичеріна стали Південним, Північним і Азовським 
провулками.